# Stanley (Iowa)
Stanley – miasto w Stanach Zjednoczonych, w stanie Iowa, w hrabstwie Buchanan. W 2010 roku liczyło 125 mieszkańców.